# Leubucó (La Pampa)
Leubucó o Leuvucó (del mapudungún: ḻewfü: 'río'; ko: 'agua') es el nombre de una laguna y paraje ubicado sobre la Ruta Provincial 105, a unos 25 kilómetros al norte de la localidad de Victorica, del departamento Loventué en la provincia de La Pampa, Argentina. Junto a esa laguna se hallaban las principales tolderías ranqueles, pueblo del cual se consideraba como su capital. Fue el lugar más poblado de la región, con unos 8000 habitantes. Era un lugar de paso de la «rastrillada de las Pulgas», camino que comunicaba la provincia de San Luis con Chile. En las inmediaciones se halla el salitral de Leuvucú.
La ley n.º 876 de la provincia de La Pampa, sancionada en octubre de 1986, declaró lugar histórico provincial al sitio ubicado en la sección VIII, fracción A, lote 9 (243 ha) y lote 12 (29 ha), denominado «parque indígena Leubucó», ubicado a pocos kilómetros de la frontera con la provincia de San Luis.
El 10 de noviembre de 1999 fue inaugurado un monumento a la cultura ranquel en las cercanías de la laguna. La escultura es una figura humana con una lanza, que representa a la cultura indígena, y en su pecho 8 niños que simbolizan a los caciques Carripilún, Yanquetruz, Painé, Pichón Huala, Manuel Baigorrita, Mariano Rosas, Ramón Cabral y Epumer.

## Los ranqueles
"Ranquel" es una corrupción del castellano de la palabra compuesta mapuche rangkül-che: 'pueblo de las cañas'. La de los mapuches era la cultura originaria predominante en los vastos territorios desde el río Salado al Comahue. Los ranqueles no eran de origen mapuche: estaban relacionados tanto con los puelches como con otros pueblos que los españoles llamaban pampas o patagone. Así en la región pampeana, por ejemplo, gennaken o gününa këna. Durante los siglos XVIII y XIX adoptaron la lengua y parte de la cultura de los mapuches que vivían al oeste y con la abundancia de cautivas también llegó a existir aporte genético europeo. En la época en que fue escrito el libro Una excursión a los indios ranqueles, eran unos 11 000, y eran dueños del territorio entre la laguna del Cuero (este nombre hace alusión a una antigua leyenda de los ranqueles), el río Salado y La Pampa al este.

## Historia
En el otoño de 1870 el coronel Lucio V. Mansilla, comandante del sector de la frontera contra los indígenas, habiéndose avanzado la línea hasta el río Quinto, hizo un viaje a Leubucó partiendo del Fuerte Sarmiento para negociar de igual a igual un tratado de paz. El lugar era asiento de las tolderías del cacique supremo de los ranqueles, que por entonces era Panghitruz Güor (que se traduce como "Zorro Cazador de Pumas"), conocido con su nombre de cristiano bautizado de Mariano Rosas y  descendiente de Painé. Su relato de este viaje, Una excursión a los indios ranqueles, es una gloria de la literatura argentina.

De Leubucó arrancan caminos, grandes rastrilladas por todas partes. Allí es la estación central. Salen caminos para las tolderías de Ramón en los montes de Carrilobo, hacia las del cacique Baigorrita, situadas a las orillas de Quenque, para las tolderías de Calfucurá en Salinas Grandes y hacia la cordillera y las tribus mapuches (...)

Durante la Conquista del Desierto el coronel Racedo tomó prisionero al último cacique ranquel de Leubucó, Epumer, quien murió en 1890.
Entre julio y agosto de 1879 Racedo fundó en el paraje Echohué en las cercanías de Leubucó, el Fortín Resina, que fue abandonado poco después. El 12 de febrero de 1882 el coronel Ernesto Rodríguez fundó en las cercanías del Fortín Resina el pueblo de Victorica, primera localidad fundada en la actual Provincia de La Pampa.

## Restitución de Panghitruz Güor a Leuvucó
El 22 de junio de 2001 fueron restituidos a Leuvucó los restos del cacique Mariano Rosas, quien gobernó allí entre 1858 y 1877. Los restos se hallaban inventariados con el N.º 292 en el Museo de Ciencias Naturales de La Plata. Habían sido extraídos de su tumba en Leubucó en enero de 1879 por el coronel Eduardo Racedo, quien envió el cráneo a Estanislao Zeballos en Buenos Aires, éste luego lo donó al museo y fueron depositados en un anaquel en 1889. La ceremonia de restitución comenzó en el museo platense y culminó con su sepultura en Levbucó, ante la presencia del cacique Adolfo Rosas, descendiente de Mariano Rosas, y 18 loncos o jefes de comunidades indígenas de La Pampa. Al llegar a Victorica fueron trasladados a caballo hasta Leuvucó.

Artículo 1º.- El Poder Ejecutivo, a través del Instituto Nacional de Asuntos Indígenas, procederá al traslado de los restos mortales del cacique Mariano Rosas – Panghitruz Güor, que actualmente se encuentran depositados en el Museo de Ciencias Naturales de La Plata "Florentino Ameghino", restituyéndolos al pueblo Ranquel de la Provincia de La Pampa.

Artículo 2º.- A tal fin se trasladarán sus restos a Leuvucó, Departamento de Loventue, de la Provincia de La Pampa.

Artículo 3º.- La Subsecretaría de Cultura del Ministerio de Cultura y Educación de la provincia de La Pampa, en consulta con las autoridades constituidas de la comunidad ranquelina, fijará el lugar donde serán depositados en sepultura.

Artículo 4º.- Al momento de cumplirse con lo ordenado por esta ley, se rendirá homenaje oficial al cacique y se declarará de interés legislativo la ceremonia oficial que se realizará en reparación al pueblo ranquel.

Artículo 5º.- Comuníquese al Poder Ejecutivo Nacional.
Ley N° 25276